# Early English Text Society
De Early English Text Society is een organisatie die zich bezighoudt met de publicatie van vroege Engelse literaire teksten, met name die die alleen in manuscriptvorm beschikbaar zijn.
De meeste van de gepubliceerde werken zijn dan ook in het Oudengels en Middelengels.
De organisatie werd in 1864 opgericht door de Engelse filoloog Frederick James Furnivall. Als doelstelling werd gegeven “enerzijds alles af te drukken van de meest waardevolle en nog niet verschenen manuscripten in het Engels en anderzijds die werken die van grote waarde zijn in de Engelse literatuur te redigeren en (opnieuw) in druk te laten verschijnen die vanwege de beperkte beschikbaarheid en de prijs niet bereikbaar zijn voor de gemiddelde student.”
Het genootschap staat erom bekend vele Engelse manuscripten te hebben gepubliceerd, waaronder het manuscript Cotton Nero A.x, met daarin Heer Gawein en de Groene Ridder, Patience, Pearl en Cleanness. 